# Leporicypraea
Genre
Leporicypraea est un genre de mollusques gastéropodes marins de la famille des Cypraeidae (les « porcelaines »). L'espèce-type est Leporicypraea mappa.

## Liste d'espèces
Selon World Register of Marine Species (29 septembre 2017) :
- Leporicypraea alga (Perry, 1811)
- Leporicypraea geographica (Schilder & Schilder, 1933)
- Leporicypraea mappa (Linnaeus, 1758)
- Leporicypraea rosea (Gray, 1824)
- Leporicypraea valentia (Perry, 1811)